# Teoria odbicia
Teoria odbicia (nm. Abbildtheorie, ang. copy/representation theory of knowledge) – w realistycznej teorii poznania to proces odzwierciedlania realnej rzeczywistości w świadomości człowieka.
- W materialistycznej teorii poznania (teorii materializmu dialektycznego) to proces rekonstrukcji materialnej rzeczywistości w świadomości człowieka.

Teoria odbicia może być rozumiana następująco:
- jako stosunek przyczynowo-skutkowy – bodźce wywołują następstwo w postaci aktów psychicznych,
- jako stosunek psychospołeczny – stosunek zachodzący między aktami psychicznymi a warunkującymi je cechami społeczeństwa,
- jako izomorfizm treści aktów psychicznych z fragmentami materialnej rzeczywistości.

Teoria odbicia była krytykowana przez Immanuela Kanta i przez neokantystów.